# Wild Gunman
Wild Gunman (ワイルドガンマン Wairudo Ganman?) es un videojuego de disparos ligeros creado por Nintendo. Originalmente creado como un juego de arcade electromecánico en 1974 por Gunpei Yokoi, fue adaptado a un formato de videojuego y lanzado en 1985 como un título de lanzamiento para Nintendo Entertainment System. Es uno de los pocos juegos que utilizan el periférico Zapper de NES.

## Versión original
La versión original de Wild Gunman es uno de los juegos de arcade electromecánicos de Nintendo creados por Gunpei Yokoi y lanzados en 1974. Consiste en una pistola de luz conectada a una pantalla de proyección de 16 mm. Se proyecta en la pantalla un video de movimiento completo de un pistolero del viejo oeste americano. Cuando los ojos de este personaje enemigo parpadean, el jugador dibuja y dispara el arma. Si el jugador es lo suficientemente rápido, la proyección cambia a la del cañonero cayendo; de lo contrario, muestra al pistolero dibujar y disparar su arma. Un jugador victorioso se enfrenta a varios oponentes más gunslinger.
La segunda versión tiene una figura de pistolero de plástico montada encima de una caja de batería de plástico llamada Custom Gunman, que luego se convirtió en uno de los microjuegos en el título de Game Boy Advance, WarioWare, Inc.: Mega Microgames!.

## Versiones de videojuegos
Una versión actualizada del videojuego, reemplazando las imágenes fotográficas con sprites de videojuegos de estilo de dibujos animados, fue lanzada para Famicom en 1984 y para el sistema de entretenimiento de Nintendo en 1985.
En la versión de NES, el jugador espera que los ojos del oponente parpadeen (acompañado de un bocadillo que dice "¡FUEGO!") Antes de disparar. Cuenta con una galería de tiro donde los oponentes se dispararán desde las ventanas de un salón. Una parte de la "Marcha fúnebre" de Frédéric Chopin indica la derrota del jugador. Esta versión también fue publicada en el sistema arcade PlayChoice-10. La versión Famicom para su uso con el periférico Zapper fue lanzada en Japón el mismo año, y en los Estados Unidos en el Nintendo Entertainment System en 1985. La versión Famicom también estaba disponible empaquetada con un accesorio de revólver de plástico estilo occidental (siguiendo el modelo del Colt Single Action Army) que puede usarse en lugar del Zapper.

## En la cultura popular
El cortometraje Wild Gunman del cineasta experimental Craig Baldwin de 1978 presenta imágenes del videojuego original de 1974 reeditado, acelerado y ralentizado hasta un efecto surrealista. El juego aparece como una máquina recreativa en una escena en Back to the Future Part II. El 21 de octubre de 2015, o "Back to the Future Day", Nintendo volvió a lanzar el juego en la Consola Virtual de Wii U en honor a su aparición en la película.
En Super Smash Bros Brawl, hay una pegatina coleccionable para el personaje de Wild Gunman; en Super Smash Bros. para Nintendo 3DS y Wii U, el personaje de Duck Hunt puede convocar a cualquiera de los pistoleros como uno de sus ataques. El movimiento Final Smash de los personajes hace que los oponentes queden atrapados en medio de un tiroteo entre los pistoleros y los personajes enemigos de Hogan's Alley.